# Sergueï Tarassov (biathlète)
Pour les articles homonymes, voir Tarassov.
Sergueï Petrovitch Tarassov (en russe : Сергей Петрович Тарасов), né le 15 février 1965 à Staroaleïskoe, est un biathlète russe. Il est champion olympique de l'individuel en 1994 et champion du monde sur la même épreuve en 1996.
Il a étudié à l'Académie d'État pédagogique de l'Altaï.

## Biographie
Il remporte sa première épreuve individuelle en Coupe du monde lors de la saison 1990-1991 à Ruhpolding puis ses deux premières médailles aux Championnats du monde avec l'équipe soviétique. En 1992, alors qu'il devait faire partie de l'équipe pour les Jeux olympiques d'Albertville, à cause d'une erreur de transfusion sanguine (à fin de dopage) par les docteurs, il tombe dans le coma et se trouve même dans un état de mort clinique. Il retourne à la compétition en fin d'année.
Aux Championnats du monde 1993, il ajoute trois médailles à son palmarès, dont deux lors d'épreuves individuelles.
Sa consécration vient aux Jeux olympiques d'hiver de 1994, où il remporte le titre olympique de l'individuel en plus de la médaille de bronze du sprint et d'argent du relais.
En 1996, il gagne pour la dernière fois sur le circuit international en devenant champion du monde de l'individuel, avec deux minutes d'avance sur son compatriote Viktor Maïgourov et également du relais.
Aux Jeux olympiques d'hiver de 1998, il monte sur son quatrième podium avec la médaille de bronze en relais. Il prend sa retraite sportive peu après.
Il devient dans les années 2000 président du club de hockey sur glace Motor Barnaoul.

## Palmarès

### Jeux olympiques d'hiver
| Nat.   | Épreuve / Édition   | Individuel                     | Sprint                              | Relais                              |
| ------ | ------------------- | ------------------------------ | ----------------------------------- | ----------------------------------- |
| Russie | JO 1994 Lillehammer | Médaille d'or, Jeux olympiques | Médaille de bronze, Jeux olympiques | Médaille d'argent, Jeux olympiques  |
| Russie | JO 1998 Nagano      | 15e                            | 22e                                 | Médaille de bronze, Jeux olympiques |

Légende :
- : troisième place, médaille de bronze

### Championnats du monde
| Nat.   | Mondiaux \ Épreuve | Individuel               | Sprint                    | Poursuite                        | Relais                   | Course par équipes        |
| URSS   | 1991 Lahti         | -                        | -                         | Épreuve inexistante à cette date | Médaille d'argent, monde | Médaille de bronze, monde |
| Russie | 1993 Borovets      | Médaille d'argent, monde | Médaille de bronze, monde | Épreuve inexistante à cette date | Médaille d'argent, monde | -                         |
| Russie | 1994 Canmore       | JO Lillehammer           | JO Lillehammer            | Épreuve inexistante à cette date | JO Lillehammer           | Médaille d'argent, monde  |
| Russie | 1996 Ruhpolding    | Médaille d'or, monde     | 9e                        | Épreuve inexistante à cette date | Médaille d'or, monde     | -                         |
| Russie | 1997 Osrblie       | 30e                      | 5e                        | Médaille d'argent, monde         | 8e                       | 15e                       |

Légende :

 : première place, médaille d'or

 : deuxième place, médaille d'argent

 : troisième place, médaille de bronze

 : épreuve inexistante

— : pas de participation à cette épreuve

### Coupe du monde
- Meilleur classement général : 6e en 1996.
- 12 podiums individuels : 4 victoires, 4 deuxièmes places et 4 troisièmes places.
- 8 victoires en relais.

#### Détail des victoires individuelles
| Saison / Épreuve | Individuel                                | Sprint     | Poursuite | Total |
| 1990-1991        |                                           | Ruhpolding |           | 1     |
| 1993-1994        | Bad Gastein Lillehammer (Jeux olympiques) |            | 2         |       |
| 1995-1996        | Ruhpolding (Championnats du monde)        |            | 1         |       |
| Total            | 3                                         | 1          | 0         | 4     |

### Championnats d'Europe
- Médaille d'or de l'individuel en 1996.
- Médaille d'argent du sprint en 1996.